# Cerro Pekhen Khara
Cerro Pekhen Khara är en kulle i Bolivia.   Den ligger i departementet Oruro, i den sydvästra delen av landet, 400 km väster om huvudstaden Sucre. Toppen på Cerro Pekhen Khara är 4 516 meter över havet.
Terrängen runt Cerro Pekhen Khara är huvudsakligen kuperad, men åt sydväst är den platt. Trakten runt Cerro Pekhen Khara är nära nog obefolkad, med mindre än två invånare per kvadratkilometer.. 
Omgivningarna runt Cerro Pekhen Khara är i huvudsak ett öppet busklandskap.